# 広島機関区

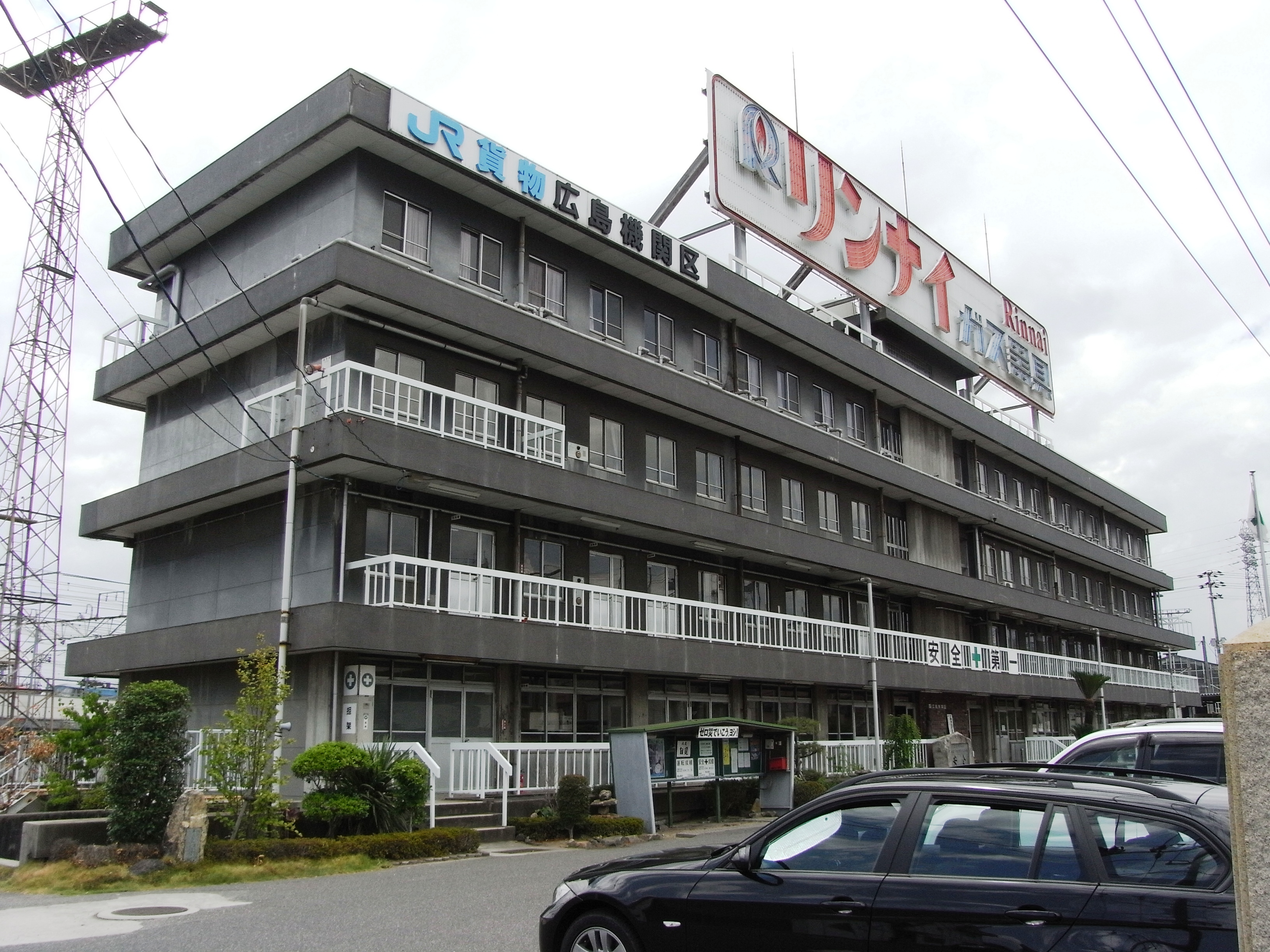
広島機関区

広島機関区（ひろしまきかんく）は、広島県広島市南区にある日本貨物鉄道（JR貨物）の乗務員区所である。

## 概要
関西支社が管轄し、運転士が所属している。日本国有鉄道時代は広島鉄道管理局に所属していた。
かつては東海道・山陽本線の貨物列車牽引に当たる機関車が所属していた。その後、広島車両所所属となったが2021年をもって吹田機関区などへ全車が転属した。

## 所在地
広島県広島市南区東駅町1-10

## かつての所属車両
EF59形
元々瀬野機関区所属車両であったが、当機関区の派出所となった1985年から配置された。EF67形0番台に置き換えられる形で1986年までに運用を離脱した。
EF60形
1966年から配置されていたが、EF65形に置き換えられる形で1987年に運用を離脱した。
EF61形
0番台は1968年のダイヤ改正に伴い宮原機関区から転属し、1984年までに全車運用を離脱、1985年に廃車となった。200番台は元々瀬野機関区所属車両であり、当機関区の派出所となった1985年から配置されたが、EF67形100番台に置き換えられる形で1991年までに全車廃車となった 。
EF65形
1969年には新鶴見機関区から500番台F形が転入し、1970年には0番台・1000番台が新製配置されたが、1979年に一旦配置がなくなった。1989年には車籍復活車の配置によって再びEF65形の配置区となったが、EF66形増備に伴い1991年に新鶴見機関区に転属した。
EF66形
1978年に下関運転所から0番台22両が転属してきたが、1984年に全車が吹田機関区に転属した。1989年からは100番台が新製配置されたが、1996年3月に全車吹田機関区に転属した。
EF67形
もともと瀬野機関区所属車両であったが、当機関区の派出所となった1985年から配置された。1990年には100番台が追加され、全車が1996年3月に広島車両所に転属した。

## 歴史
- 1894年（明治27年）6月10日 - 山陽鉄道が広島延伸に併せ広島機関庫を創設。

- 1906年（明治39年）12月1日 - 山陽鉄道の国有化に伴い、官設鉄道の広島機関庫として継承。
- 1923年（大正12年）4月 - 広島機関庫瀬野駐泊所を同庫瀬野分庫に昇格。
- 1936年（昭和11年）9月 - 広島機関庫を広島機関区に、同庫瀬野分庫を同区瀬野支区にそれぞれ改称。
- 1944年（昭和19年）4月 - 広島機関区を広島第一機関区と広島第二機関区に分割し、広島区瀬野支区は広島第一区瀬野支区に変更。当初の構想では第一機関区（山陽鉄道時代からのもの宇品線・貨車操車場側）を主に貨物運用、第二機関区（芸備線・客車操車場側）を旅客運用とする予定だったが実態は中途半端なものに終わる。
- 1946年（昭和21年）4月 - 広島第一機関区瀬野支区を瀬野機関区に昇格。
- 1962年（昭和37年）5月7日 - 広島第一機関区を広島機関区に改称、広島第二機関区を広島客貨車区と統合して広島運転所に組織変更。
- 1985年（昭和60年）3月14日 - 瀬野機関区を広島機関区瀬野派出所とする[4]。
- 1986年（昭和61年）11月1日 - 瀬野派出所を統合[5]。
- 1987年（昭和62年）4月1日 - 国鉄分割民営化に伴い日本貨物鉄道に継承。
- 1996年（平成8年）3月16日 - 当機関区に所属する車両が広島車両所に転属となり、乗務員の配置のみとなる[6]。